# 珍妮佛·普里查德
海倫·珍妮佛·普里查德（Helen Jennifer Pritchard，1938年—），婚後名海倫·珍妮佛·霍頓（Helen Jennifer Horton），是一位前英格蘭羽球運動員。
海倫·珍妮佛·普里查德在1964年全英羽球錦標賽中與東尼·喬丹一起贏得混合雙打冠軍。此外，她還在1964年贏得了德國羽球公開賽。
她在1965年與英格蘭國際級球員大衛·霍頓結婚後，改以「珍妮·霍頓」的身份贏得了1965年的美國羽球公開賽和南非羽球錦標賽，以及1966年至1968年的蘇格蘭羽球公開賽冠軍。
珍妮·霍頓被選為英格蘭隊的一員，參加1966年的大英帝國和英聯邦運動會，並與烏蘇拉·史密斯一起獲得女子雙打金牌，與東尼·喬丹一起獲得混合雙打銀牌。